# Letov Š-7
 Letov Š-7 – czechosłowacki samolot myśliwski z okresu międzywojennego.

## Historia
W 1923 roku w wojskowej wytwórni lotniczej Letov opracowano nowy samolot myśliwski oznaczone jako Š-7. Samolot ten był kontynuacja konstrukcji samolotu Letov Š-4, jednak zastosowano w nim nowy silnik Hispano-Suiza 8Fb, który na licencji był budowany w zakładach Škoda pod nazwą HS-300. Zastosowano w nim oryginalną chłodnicę silnika w kształcenie pierścienia, którą umieszczono wewnątrz kadłuba.
Prototyp został oblatany 1923 roku. Ponieważ nie spotkał się on z zainteresowaniem czechosłowackiego lotnictwa wojskowego, po zbudowaniu jeszcze jednego prototypu oznaczonego Š-7a, ze zmienioną chłodnicą umieszczoną w kadłubie pod silnikiem, ostatecznie zaniechano dalszych prac nad tym samolotem.

## Użycie w lotnictwie
Samolot Letov Š-7 był używany tylko do testów fabrycznych.

## Opis techniczny
Samolot myśliwski Letov Š-7 był dwupłatem o konstrukcji mieszanej: kadłub i usterzenie ogonowe był konstrukcji metalowej, natomiast skrzydła były drewniane. Kadłub mieścił odkrytą kabinę pilota, a przed nią umieszczono silnik. Napęd stanowił silnik widlasty Hispano-Suiza 8Fb w układzie V, 8-cylindrowy, chłodzony cieczą. Podwozie klasyczne, stałe.
Uzbrojenie stanowiły 2 synchronizowane karabiny maszynowe Vickers kal. 7,7 mm umieszczone nad silnikiem po obu stronach kabiny.